# Yvan Delporte
Vous lisez un « article de qualité » labellisé en 2014.
Pour les articles homonymes, voir Delporte.
Yvan Delporte, né le 24 juin 1928 à Saint-Gilles et mort le 5 mars 2007 à Bruxelles (région de Bruxelles-Capitale), est un scénariste belge francophone de bande dessinée et le rédacteur en chef du journal Spirou de 1955 à 1968 durant l'âge d'or de l'hebdomadaire.
Il entre chez Dupuis en 1945 comme homme à tout faire, puis grimpe les échelons jusqu'à être propulsé officieusement à la tête de la rédaction du journal Spirou en 1955 où il fait profiter le périodique de sa fantaisie grâce à de nombreuses animations et des numéros spéciaux. Il forme une équipe d'auteurs composée de grands noms comme André Franquin, Peyo, Morris, Maurice Tillieux ou encore Jean Roba. En 1968, il est licencié par sa direction officiellement pour un malentendu avec Peyo, officieusement pour sa gestion administrative, comptable et commerciale chaotique.
Il écrit aussi des scénarios pour plusieurs auteurs dont le plus fameux reste l'histoire Le Schtroumpfissime. C'est surtout après son départ de Spirou qu'il scénarise sérieusement plusieurs séries pour des auteurs comme René Follet ou Dino Attanasio. Il crée, avec Raymond Macherot, la série Isabelle pour Will. Il anime ensuite cette série avec André Franquin jusqu'en 1994. En 1977, il crée dans Spirou un supplément qui se déclare indépendant, qu'il appelle Le Trombone illustré et qui réunit les auteurs les plus en vogue à l'époque. Malgré l'arrêt de l'expérience un an après, à la suite de plusieurs censures de l'éditeur, cette expérience marque toute une génération d'auteurs et de lecteurs.
Dans les années 1980, il participe à la création de la série animée Les Schtroumpfs du studio Hanna-Barbera Productions. De plus, il écrit de nouveau des scénarios notamment pour Frédéric Jannin, Jean Roba (avec l'histoire Globe-trotters) ou encore Carine De Brab. Il multiplie les activités avec la création d'un syndicat, le dessin animé Les Tifous et il participe à la création du journal Schtroumpf !. À la mort de Peyo, il reprend le scénario de Johan et Pirlouit pendant quelques épisodes. En 1995, il devient le chanteur d'un groupe de musique composé d'auteurs de bandes dessinées.

## Biographie

### Jeunesse
Yvan Delporte naît le 24 juin 1928 à Saint-Gilles, une commune de la région bruxelloise. Son père travaille dans le commerce international et sa mère fait un peu de couture. Son père meurt lorsqu'il a six ou sept ans et sa mère essaye tant bien que mal de subvenir aux besoins d'Yvan et de son frère aîné Philippe. Yvan Delporte est un enfant qui lit beaucoup : romans policiers, histoires juives, légendes mythologiques nordiques et grecques, mais surtout un texte qui devient l'un de ses préférés, Cyrano de Bergerac d'Edmond Rostand. Il lit aussi des bandes dessinées que ce soit des traductions de bandes dessinées américaines ou des séries comme Tintin et Nic-Nac. Durant l'Occupation, la famille quitte Bruxelles pour s'installer à Charleroi. Son frère rejoint la Résistance intérieure belge, mais disparaît en 1943 lors d'une opération contre l'occupant. À Charleroi, il se fait une bande d'amis parmi lesquels figure entre autres Maurice Rosy. Yvan Delporte détonne dans cette ville de province où il est considéré comme un farfelu et un bohème qui aime se faire remarquer par son comportement, comme lorsqu'il s'allonge au milieu du pont de la ville. C'est à cette époque qu'il se laisse pousser la barbe, prétendant qu'il oubliait jour après jour d'acheter du savon ou de la mousse à raser.

### L'époque Dupuis

#### Les débuts comme homme à tout faire
Souhaitant devenir dessinateur de bande dessinée, Yvan Delporte entre aux éditions Dupuis en 1945 par l'intermédiaire de son oncle qui est un ami intime des fils de l'éditeur Jean Dupuis. Il commence comme aide-photograveur, une tâche qu'il n'apprécie pas beaucoup, mais se voit aussi confier toutes sortes de corvées. Une de ces tâches consiste notamment à retoucher les multiples bandes dessinées américaines qui sont publiées dans le journal Spirou, en rallongeant les jupes et en cachant les décolletés des personnages féminins pour ne pas choquer les lecteurs catholiques, ainsi qu'à redessiner les titres de certaines séries comme Jo Lumière. Comme les produits toxiques le rendent malade dans l'atelier de photogravure, Yvan Delporte est transféré à la rédaction de Spirou, Le Moustique et Bonnes Soirées, trois publications des éditions Dupuis. Il y fait de la mise en page et, comme il parle anglais, de la traduction. Il tient une rubrique au Moustique en 1948 qui a pour titre Le Pithécanthrope, mais il s'occupe de plus en plus de Spirou. Il devient ainsi rédacteur pour Spirou, mais commence aussi à écrire des scénarios pour des auteurs du journal. Son premier est proposé en 1949 à Eddy Paape avec l'histoire À la poursuite de Max Clair de la série Jean Valhardi. C'est Paape, alors bloqué dans son histoire, qui lui demande d'écrire la fin. Pour écrire ses textes, il reste chez lui pour s'isoler de l'agitation de la rédaction, et arrive très souvent en retard. Pour éviter que ses retards ne fassent contagion et s'étendent au reste du personnel, il est licencié par la famille Dupuis. Le lendemain, Yvan Delporte se présente au journal en disant qu'il a appris le remerciement d'un employé la veille et qu'il postule pour le poste : la famille Dupuis le réembauche. Quelque temps après, il fait embaucher son ami Maurice Rosy chez Dupuis en tant que « donneur d'idées ».
Parallèlement à son travail chez Dupuis, il aménage en 1951 avec sa bande d'amis un petit club semi-privé dans le grenier d'un cinéma qui appartient à l'une de ses connaissances à Charleroi. La bande baptise l'endroit « La Mansarde » avec l'idée d'en faire un rendez-vous d'artistes en tous genres comme à Saint-Germain-des-Prés. Ils y installent un bar, une scène, un piano et des tables. Ils organisent des concerts de jazz et servent à boire aux spectateurs venus écouter la musique. Yvan Delporte en profite pour jouer un peu de piano et devient l'un des conseillers artistiques du club. Des vedettes de l'époque comme Danièle Delorme ou Ray Ventura passent dans ce lieu après avoir présenté leur film dans le cinéma de l'étage inférieur. La chanteuse Barbara passe quelque temps à « La Mansarde » pour y chanter pendant une période de creux artistique et loge chez Yvan Delporte. Il est possible qu'il lui ait écrit des chansons et qu'il soit l'auteur des paroles de la chanson Dis, quand reviendras-tu ?. Après le départ de Barbara, Yvan Delporte et elle ne se perdront jamais de vue. À la suite de « La Mansarde », la bande ouvre un autre club au-dessus d'un garage qu'ils appellent « Le Vent-Vert », mais celui-ci est totalement privé. Ils créent aussi La Sarbacane, un petit journal dans lequel Yvan Delporte s'occupe aussi bien de la rédaction des textes que de la mise en page et où sont publiés des textes surréalistes. Dans cet esprit, ils créent un mouvement avec une doctrine décalée et farfelue.

#### Rédacteur en chef

##### La formation d'une équipe

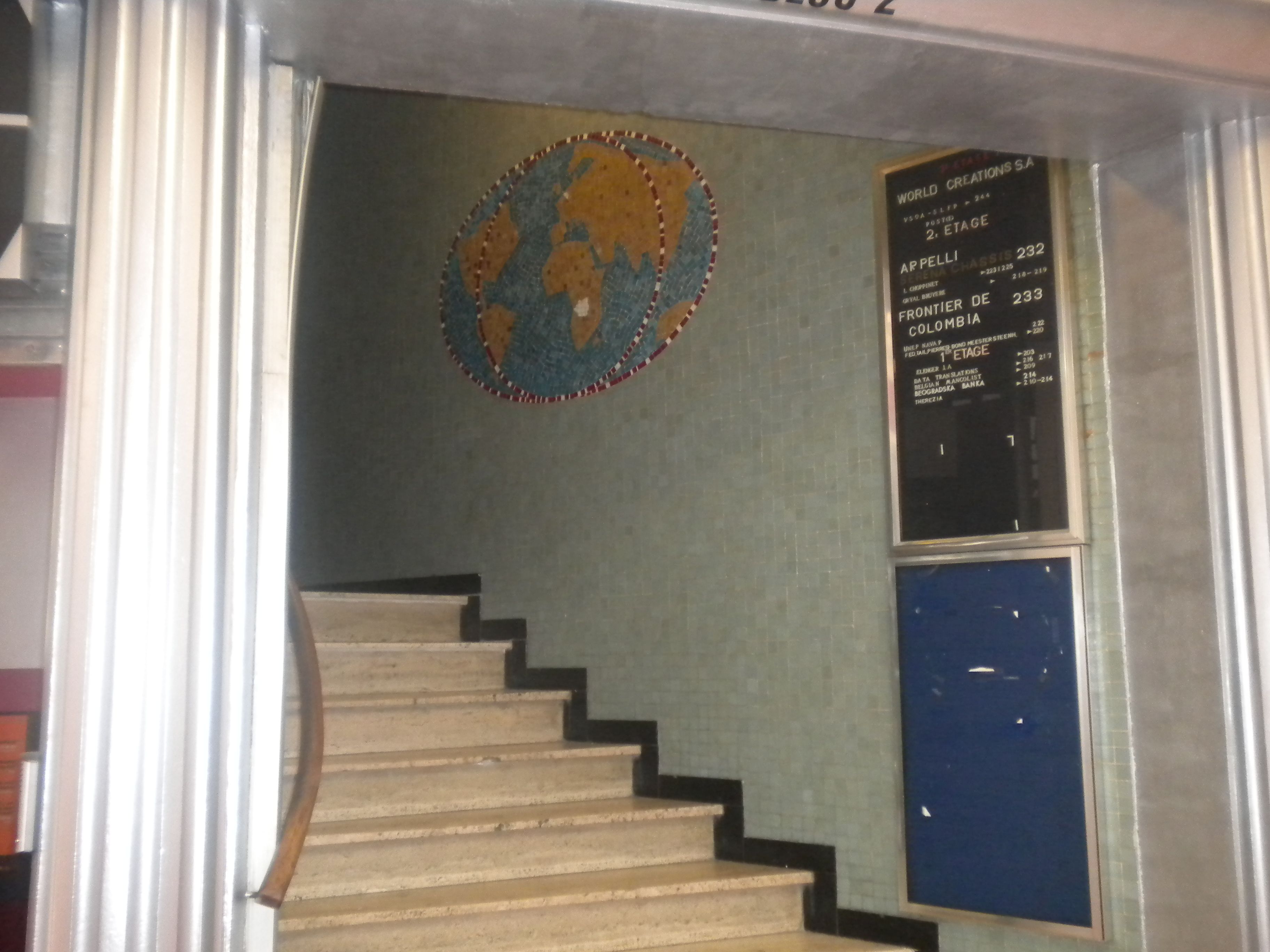
Entrée des anciens locaux des éditions Dupuis et de la rédaction du journal Spirou dans la Galerie du Centre à Bruxelles.

En 1953, Yvan Delporte part faire son service militaire à l'hôpital militaire de Liège, ce qui lui permet de ne pas tenir un fusil entre les mains. Profondément antimilitariste depuis la disparition de son frère à la guerre, il passe son temps à l'armée à faire des corvées et des blagues comme celle de se déclarer musulman, obligeant ainsi l'armée belge à faire une plaque d'identité militaire musulmane spécialement pour lui. À la fin de son service militaire en 1955, la rédaction du journal Spirou quitte Marcinelle pour s'installer dans la Galerie du Centre à Bruxelles, dans le même immeuble que la World Press avec lesquels collaborent les éditions Dupuis et qui fournit beaucoup de matériel à l'hebdomadaire. La World Press et Dupuis s'associent alors pour lancer un nouveau périodique de bande dessinée nommé Risque-Tout. Maurice Rosy prend le titre de rédacteur en chef de cette publication, car Georges Troisfontaines, propriétaire de la World Press, et Yvan Delporte ne s'apprécient guère. Malgré cela, Maurice Rosy considère qu'Yvan Delporte mérite plus ce poste que lui et il n'hésite pas à lui demander des conseils ou des corrections pour ses textes. L'expérience de Risque-Tout tourne court et c'est au terme de cette éphémère publication qu'Yvan Delporte prend complètement les rênes de Spirou.
Charles Dupuis souhaite donner un ton plus humoristique au journal et Yvan Delporte est, selon lui, la personne idéale pour cela. Yvan Delporte découvre en feuilletant par hasard le journal qu'il a le titre de rédacteur en chef, bien que le véritable patron de Spirou reste le propriétaire Charles Dupuis. C'est ce dernier qui accepte ou refuse les scénarios et les publications dans le journal alors qu'Yvan Delporte est chargé de filtrer les textes et de donner son opinion à Charles Dupuis sur ceux qu'il transmet. Il a notamment la responsabilité de rassembler, avec Charles Jadoul, les rédactionnels à publier dans l'hebdomadaire. C'est Maurice Rosy, devenu directeur artistique chez Dupuis après l'aventure Risque-Tout, qui a pour mission de former les nouveaux auteurs susceptibles d'intégrer les pages de Spirou.
À partir de ce moment, l'ambiance dans la rédaction change. Yvan Delporte souhaite construire autour de lui une équipe qui rassemble l'ensemble des auteurs de Spirou. Les réunions entre auteurs sont fréquentes afin de trouver de nouvelles idées pour le journal mais aussi pour créer une émulation et pour que chacun améliore toujours plus sa propre série. Les réunions ont lieu le plus souvent chez Peyo ou chez Charles Dupuis en présence des familles. Spirou devient alors une grande famille où les auteurs participent à l'animation du journal et s'entraident pour partager des idées dans la bonne humeur.

##### Gaston Lagaffe

Yvan Delporte est à l'origine des traces de pas bleues autour des gags de Gaston Lagaffe. Ici, le logo de la série dans les Spirou numéros 989 à 1024.

C'est dans cette ambiance travailleuse et farfelue qu'un jour André Franquin arrive dans le bureau d'Yvan Delporte avec l'idée de créer un héros sans-emploi. Enthousiasmés par cette idée, les deux auteurs la peaufinent dans une taverne proche de la rédaction. André Franquin crée le graphisme du futur personnage alors qu'Yvan Delporte imagine les premiers gags. Le personnage est baptisé « Gaston » en l'honneur de l'ami d'Yvan Delporte, Gaston Mostraet, considéré comme un véritable gaffeur. Si André Franquin est à l'origine de Gaston, c'est l'enthousiasme d'Yvan Delporte pour ce personnage qui convainc Franquin de se lancer dans la création de gags pour animer les pages du journal. L'idée de base est alors de trouver une gaffe à lui faire commettre chaque semaine. Publié dans Spirou à partir du no 985 en février 1957, les premiers scénarios et textes de Gaston sont d'Yvan Delporte, ainsi que l'idée d'entourer les dessins de petites traces de pas bleues.
Dans le no 1026, estimant avoir fait le tour des gaffes à faire commettre par le personnage, André Franquin et Yvan Delporte décident de l'intégrer dans une véritable bande dessinée pour le renouveler. Yvan Delporte participe aux premiers gags de la série en donnant des idées à André Franquin, avant que celui-ci ne s'en occupe seul par la suite. Même si la rédaction de la série n'a que peu à voir avec la réalité (Yvan Delporte n'y apparaît qu'une fois au détour d'une case), certaines situations sont inspirées de faits réels comme la vache dans les bureaux de Dupuis après qu'André Franquin et Yvan Delporte eurent convaincu Charles Dupuis d'en acheter une pour que le dessinateur de Gaston la représente. Les gags dans Gaston ont réellement eu lieu à la Galerie du Centre, avant que la vache ne rejoigne une ferme et soit offerte à un lecteur. Cette série de gags entraîne le licenciement fictif de Gaston Lagaffe et Yvan Delporte, dans des textes rédactionnels signés sous le pseudonyme de Fantasio, incite les lecteurs à écrire à Charles Dupuis pour que le « héros-sans-emploi » soit réintégré. Une caractéristique du Spirou de l'ère Delporte est en effet de vouloir faire participer les lecteurs aux animations du journal.

##### Des idées pour le journal

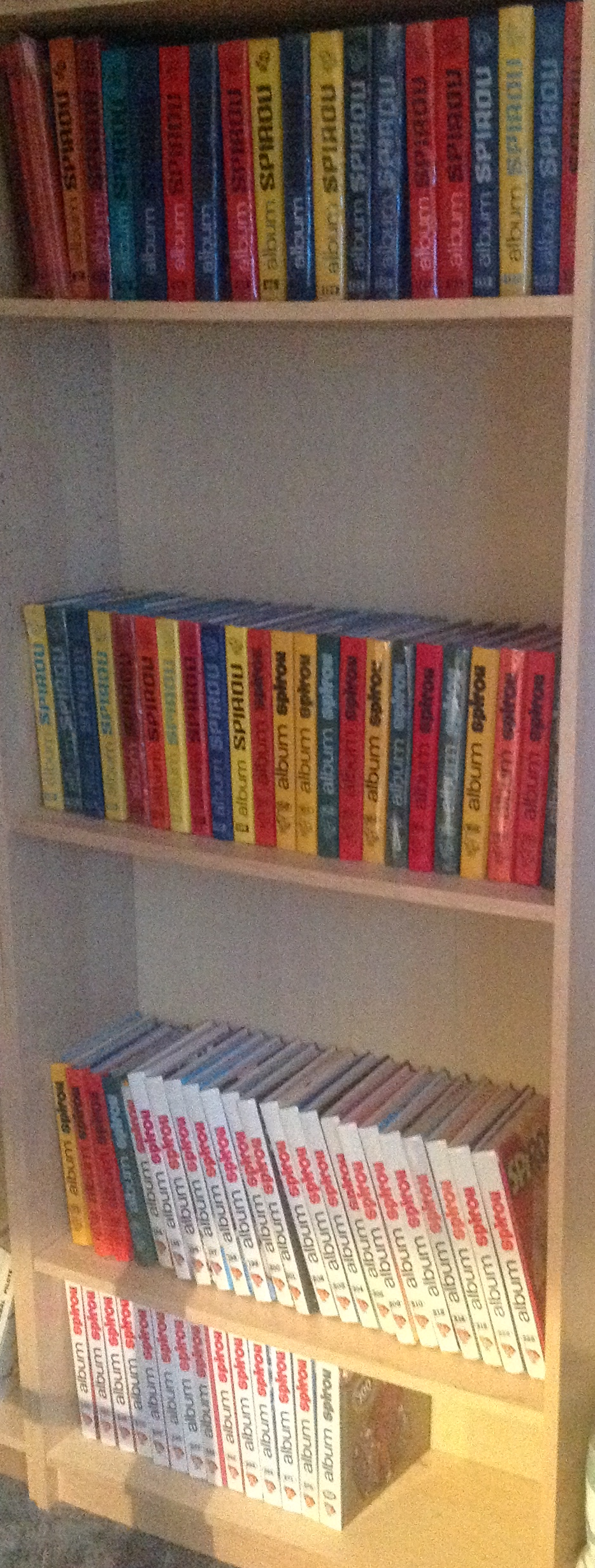
Bibliothèque de recueils de Spirou de différentes époques.

Charles Dupuis et Yvan Delporte réunissent les auteurs de Spirou une fois par semaine dans une taverne proche de la rédaction. Il y a le plus souvent, André Franquin, Jijé, Peyo, Eddy Paape ou encore Morris et ils ont pour mission de donner des idées pour les animations et les numéros spéciaux du journal. Yvan Delporte anime les réunions et rassemble les idées. Il est le plus souvent assisté de Morris qui s'implique beaucoup dans la création de ces numéros. Parmi les idées les plus farfelues publiées, on compte un numéro spécial printemps parfumé à l'encre de violette, qui provoque plusieurs malaises parmi les ouvriers de l'atelier de brochage, une couverture en cuivre réalisée par Will ou encore une queue de Marsupilami en ficelle, collée sur la couverture par les détenus de la prison de Charleroi. Mais beaucoup d'idées sont refusées comme un jeu de l'oie sur le chemin de croix ou des messages secrets avec du sperme comme révélateur. Des idées impubliables dans un journal pour enfants d'obédience catholique, car c'est toujours Charles Dupuis qui a le dernier mot. Yvan Delporte n'hésite pas à abattre un énorme travail pour Spirou. Il travaille tard le soir, seul dans la rédaction, pour écrire les textes rédactionnels et d'animation qui paraissent dans le périodique et lorsqu'il n'est pas au bureau il réfléchit à des idées pour le journal allongé dans son canapé.
En 1959, il a l'idée d'intégrer dans Spirou des petits albums complets de quarante-huit planches, à découper au centre du journal et à monter soi-même. Il demande à Peyo de réutiliser Les Schtroumpfs, apparus quelque temps auparavant dans la série Johan et Pirlouit, car des petits albums ont besoin de petits personnages. C'est ainsi qu'en juillet 1959, parait le premier mini-récit avec l'histoire Les Schtroumpfs noirs qu'il scénarise. Une dizaine de mini-récits vont suivre, dessinés par les auteurs les plus populaires de Spirou. Dès le début de l'année 1960, la formule change pour des petits albums de trente-six planches et désormais chaque semaine pendant plusieurs années, les lecteurs peuvent découvrir une histoire complète dans l'hebdomadaire. Les mini-récits vont permettre de découvrir une nouvelle génération d'auteurs avec Paul Deliège, Noël Bissot, Louis Salvérius ou encore Charles Degotte ce qui est un excellent moyen de tester les nouveaux auteurs qui ambitionnent d'être publiés dans Spirou. Avec ses auteurs, Delporte n'hésite pas à être autoritaire, mais sans jamais donner un ordre. Il préfère utiliser des manières indirectes comme de longues discussions argumentées pour prouver qu'il a raison et que son idée doit être suivie par ses collaborateurs. Avec les jeunes auteurs, il se comporte même parfois très mal et peut être fort désagréable, refusant des planches sans être capable d'expliquer ce qui n'allait pas et laissant le dessinateur désespéré ne sachant pas ce qu'il faut améliorer ou corriger. Les auteurs vedettes ne sont pas épargnés et il demande des dessins très techniques à des dessinateurs déjà débordés de travail, uniquement pour illustrer un texte rédactionnel.
L'épisode le plus fou de l'ère Yvan Delporte est sans aucun doute celle du lion dans la rédaction. L'histoire commence lorsque le dessinateur Espagnol José Ramón Larraz, qui signe la série Michaël qui se déroule dans la jungle, décide d'offrir un lionceau à Charles Dupuis pour le remercier, mais madame Dupuis n'en veut pas chez elle et c'est Yvan Delporte qui le récupère dans son appartement. Prénommé Pinky, le lionceau vit avec Yvan Delporte et sa famille durant presque une année. Il l'emmène à la rédaction tenu en laisse et réalise à plusieurs occasions des séances photos pour l'animation du journal. Le lion finit par grandir et Yvan Delporte l'offre au Cirque Jean Richard.

##### Le scénariste
À la fin des années 1950, Yvan Delporte commence à écrire plusieurs scénarios pour certains des dessinateurs du journal. Pour Gérald Forton, il écrit trois ou quatre histoires d'Alain Cardan, une série de science-fiction se déroulant dans l'espace, mais les réticences de Charles Dupuis pour ce genre de bande dessinée empêchent de faire apparaitre des extra-terrestres. En 1958, il écrit des textes pour René Hausman et sa série Saki dans lesquels il laisse beaucoup de liberté au dessinateur. En 1961, il écrit le premier épisode de la série Starter pour Jidéhem, qui est une adaptation en bande dessinée du personnage qui anime la rubrique auto de Spirou. En plus de Starter, il écrit, toujours pour Jidéhem, le scénario d'une courte histoire intitulée La Voiture à quatre dimensions pour le périodique Bonux Boy. Il écrit plusieurs textes de la rubriques de jeux d'Eddy Paape intitulés Le Coin des dégourdis.
Yvan Delporte est considéré comme le scénariste de secours qui arrive à débloquer une histoire dans laquelle est empêtré un dessinateur, car il entre rapidement et facilement dans un univers qui n'est pas le sien. C'est ainsi qu'il écrit deux histoires de La Ribambelle pour Jean Roba. Mais surtout il aide Peyo dès que celui-ci a un problème sur une histoire en lui donnant des idées lors de remue-méninges. La majorité de sa production sont des textes rédactionnels comme les En direct de la rédaction ou L'Avis de chien de Bill et des contes pour remplir les pages vides de l'hebdomadaire. Ses scénarios sont majoritairement des textes que le dessinateur devait découper pour l'adapter en bande dessinée. Yvan Delporte finit par arrêter de faire des scénarios lorsqu'il apprend que le bruit court dans la rédaction que pour être publié dans Spirou, il faut qu'il scénarise l'histoire. À partir de ce moment, il se contente d'écrire pour les grands auteurs comme André Franquin, Jean Roba ou encore Peyo. C'est avec ce dernier, qu'il écrit en 1964, son histoire qui sera la plus populaire, Le Schtroumpfissime, où ensemble ils brocardent la démocratie représentative et où Yvan Delporte invente plusieurs gags sur les promesses et mensonges des politiciens.

##### La découverte d'une autre bande dessinée
Yvan Delporte permet aux jeunes lecteurs francophones de découvrir des bandes dessinées venues d'autres horizons, notamment en acceptant dans Spirou, la rubrique Neuvième art de Morris consacrée à la bande dessinée mondiale ancienne ou actuelle. Il lance aussi avec Maurice Rosy la collection « Gag de Poche », qui permet de faire paraitre pour la première fois en français des séries comme Pogo de Walt Kelly ou les Peanuts de Charles Monroe Schulz, deux séries qu'il traduit lui-même. Il adapte et publie des séries néerlandaises comme Le Juge Ti, à une époque où les bandes dessinées des Pays-Bas sont inconnues dans le monde francophone.

##### La fin d'une époque
Yvan Delporte est un perfectionniste et de ce fait chaque semaine il travaille sur le numéro de Spirou jusqu'à la dernière seconde en y peaufinant ses textes rédactionnels et les illustrations. Cela pose un gros problème dans l'organisation, car pour combler ses retards il faut payer des heures supplémentaires aux ouvriers de l'imprimerie qui coûtent très cher à Dupuis. De plus, il éprouve des difficultés à tenir son équipe : les auteurs vedettes sont de plus en plus en retard et les planches ne sont pas correctement facturées ce qui oblige la comptabilité à mettre au point des stratagèmes comme les « bons jaunes » que doit remettre l'auteur pour que sa planche soit payée. Tout cela, ajouté à la baisse des ventes de Spirou liées à l'apparition du journal Pilote, crée une certaine tension avec la famille Dupuis.
Yvan Delporte est aussi délégué syndical et plaide souvent auprès de la direction pour que les auteurs soient augmentés. Chaque fois qu'un auteur doit négocier un contrat il conseille de demander le maximum à Dupuis et cela ne va pas sans soucis, car pour la famille Dupuis il est inacceptable qu'un cadre de l'entreprise soit délégué syndical. De plus il se met à dos l'un des principaux publicitaires de l'hebdomadaire, l'armée belge. Pendant une année, une grande campagne publicitaire pour inciter les Belges à rejoindre l'armée parait chaque mois dans le journal. Ce contrat est le bienvenu car il permet de boucler le budget du magazine. Yvan Delporte, qui est un antimilitariste, ne le supporte pas et décide avec toute l'équipe de faire une parodie en reprenant le même habillage des publicités, mais pour vanter la force sous-marine de Belgique, sauf qu'il n'y a pas d'armée sous-marine en Belgique. L'agence publicitaire et l'armée belge sont mécontents et refusent par la suite de faire publier des publicités dans l'hebdomadaire. Paul Dupuis en tient rigueur à Yvan Delporte qui a fait perdre une forte somme avec cette histoire.
La rupture définitive avec la famille Dupuis naît de la réponse qu'il donne en 1968, dans la rubrique du courrier des lecteurs, à une lettre qui demande quand Peyo compte publier un nouvel album des Schtroumpfs. Yvan Delporte répond sur un ton humoristique que Peyo lui a répondu « Qu'ils aillent se faire cuire un œuf ». Cette réponse froisse Peyo qui s'en plaint auprès de la direction, sans penser que cela sera exploité par Dupuis pour se séparer de son rédacteur en chef. Paul Dupuis, plus sérieux et plus homme d'affaires que son frère Charles profite de l'absence de ce dernier pour renvoyer Yvan Delporte. Peyo est très peiné d'être à l'origine de ce limogeage, mais Yvan Delporte ne va jamais lui en vouloir.
Yvan Delporte est très affecté par cette mise à la porte de Spirou qui était toute sa vie. Comme en Belgique le délégué syndical ne peut pas être renvoyé, il perçoit une indemnité importante pour que l'affaire se règle à l'amiable. Après son départ de la rédaction, quelques personnes se succèdent de manière intérimaire à la tête du journal avant que Thierry Martens ne soit nommé rédacteur en chef dans le courant de l'année 1969. L'ambiance farfelue qui régnait à la rédaction disparaît avec cette nomination. Ainsi Martens, contrairement à Yvan Delporte, est très organisé et ses premières tâches consistent à faire le tri entre les planches déjà facturées qui traînent dans les tiroirs et à renouveler l'équipe artistique du journal.

### L'aprèsSpirou

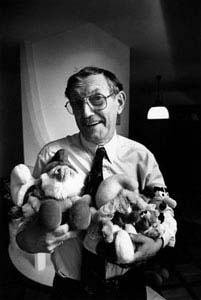
Peyo et ses Schtroumpfs en 1990.

Juste après son licenciement de la tête du journal Spirou, Yvan Delporte trouve Peyo pour que celui-ci lui donne du travail. Peyo gêné d'être à l'origine de son renvoi, l'engage comme collaborateur scénaristique. Un poste qu'il avait en quelque sorte déjà occupé jusqu'à l'arrivée de Gos chez Peyo au milieu des années 1960. Avec Peyo, Yvan Delporte est plus un donneur d'idées qu'un véritable scénariste, ils discutent ensemble de l'histoire, puis Yvan Delporte réécrit tout au propre en ajoutant des gags, des situations humoristiques et trouve des noms pour les personnages afin d'étoffer le synopsis d'origine. Il écrit aussi quelques gags pour la série Poussy que dessine Lucien De Gieter pour le studio Peyo. Claire Bretécher, qu'il avait lancée dans Spirou à une époque où les auteurs de bande dessinée franco-belges étaient tous des hommes, lui donne du travail en acceptant de la part de Dupuis des petits travaux rédactionnels : elle les confie à Yvan Delporte et les envoie à Dupuis sous son nom. Pour Berck, il co-signe avec Raymond Macherot, qui lui sert un peu de prête-nom, la série Mulligan de peur que Dupuis n'accepte pas la série s'il signe seul le scénario.
Il écrit aussi des scénarios pour des auteurs en dehors de la bande Spirou. Greg, le rédacteur en chef du journal Tintin, le contacte afin de donner un ton plus farfelu au périodique. Il y écrit notamment une série intitulée Le Mystère du chicon secret (qui a la particularité de changer de nom chaque semaine), dessinée par Verli et destinée à un supplément de la version belge de l'hebdomadaire, en 1972. Pour Le Journal de Mickey, il scénarise pour Tenas la série humoristique Onkr dont le héros est un homme des cavernes congelé, ramené à la vie à notre époque. Mais aussi les personnages des Zingari, qu'il crée pour René Follet. Toujours pour Mickey, il anime une rubrique didactique sur les Castors Juniors avec plusieurs dessinateurs dont notamment Lucien De Gieter ou Eddy Ryssack, qu'il a connu à Spirou. De cette rubrique est tiré un livre intitulé Manuel des Castors Juniors. Yvan Delporte travaille aussi aux Pays-Bas en collaborant avec le journal Pep pour la série Bandonéon, sur dessin de Dino Attanasio. D'après Yvan Delporte, son travail de scénariste se résume le plus souvent à taper à la machine le scénario qu'ont déjà trouvé les dessinateurs, et à rajouter son nom pour signer. Pendant trois mois, il occupe le poste de rédacteur en chef de la version française du journal Tintin, à l'époque où le journal venait d'être racheté ; il a alors pour mission de mettre en place le matériel et la maquette avant le lancement du premier numéro.
Après son départ de Spirou, il crée le personnage qu'il va animer le plus longtemps, Isabelle. Tout part de Will, qui pour un numéro spécial Pâques de Spirou souhaite créer un nouveau personnage. Il demande à Yvan Delporte d'écrire un petit scénario, qui met en scène un personnage appelée Catherine. Très vite, Raymond Macherot rejoint le duo et aide à écrire quelques histoires, en ajoutant notamment un côté merveilleux et fantastique aux aventures. Le prénom de l'héroïne change alors pour devenir Isabelle. Will décide d'arrêter la série, car Dupuis ne se passionne guère pour son personnage. Quelque temps plus tard, André Franquin propose de reprendre le scénario avec Yvan Delporte afin de relancer la série. La répartition des rôles est la suivante, Yvan Delporte et André Franquin trouvent une idée pour l'histoire, André Franquin découpe, Yvan Delporte écrit les dialogues et Will dessine ensuite. Par la suite, Yvan Delporte s'occupe seul du scénario, mais la série ne va jamais réellement toucher le grand public, et c'est seulement par la suite, auprès des amateurs de bande dessinée, qu'elle prend le statut de série culte.
Au début des années 1970, il crée à la radio le personnage d'Honoré Delbouille (surnommé le barde wallon) qui caricature les wallons au travers de textes et de chansons humoristiques dans l'émission Du Sel sur la Queue, sur la Radio-télévision belge. Le personnage a un certain succès et il apparaît tous les samedis midi sur la première chaine télévisée belge, mais cette déclinaison n'amuse pas Yvan Delporte qui trouve plus de contraintes à la télévision qu'à la radio. Il part sur une ultime provocation, en se moquant de l'idée de mourir pour la patrie avec une chanson titrée 11 novembre. Yvan Delporte écrit par la suite d'autres chansons, notamment pour un disque jazz-rock dérivé de Gaston Lagaffe ou la bande son musicale d'un dessin animé sur Boule et Bill. En 1975, il participe à la création du film d'animation La Flûte à six schtroumpfs adapté de l'album du même nom de la série Johan et Pirlouit et produit par le studio belge Belvision. Son rôle est d'aider Peyo pour réaliser le découpage ou écrire les dialogues, il écrit aussi les chansons du dessin animé que Michel Legrand met en musique.

### L'Aventure duTrombone illustré
À la fin des années 1970, Yvan Delporte et André Franquin regrettent le ton qu'a pris le journal Spirou avec Thierry Martens à sa tête. André Franquin prend un virage assez politique et s'intéresse notamment à l'écologie et à la justice sociale. Il est scandalisé par la rubrique modélisme de Spirou qui presque chaque semaine met en scène les avions allemands de la Seconde Guerre mondiale. Les deux compères vont voir Charles Dupuis pour lui demander d'insérer un journal dans le journal avec un ton totalement différent et plus adulte que dans Spirou. Dupuis accepte la proposition car André Franquin est de l'aventure, et que cette idée n'a jamais été réalisée dans un périodique pour enfants. André Franquin souhaite que Spirou fasse un reportage sur l'affaire de Minamata, mais il sent bien que c'est impossible avec le rédacteur en chef alors en poste.
Après la mise en place du budget, la rédaction du nouveau journal, baptisé Le Trombone illustré s'installe dans un entresol dans la cour de l'immeuble Dupuis rue de Livourne à Bruxelles. Ils sont deux permanents dans les bureaux du périodique, Delporte, qui occupe le poste de rédacteur en chef, et la maquettiste. L'équipe des auteurs est composée avec André Franquin, en fonction des affinités que les deux amis ont avec les personnes qu'ils rencontrent. Ils recrutent de jeunes débutants comme Frédéric Jannin ou Didgé, mais aussi des auteurs confirmés de Spirou comme Jean Roba, ou d'autres horizons comme F'murr, René Hausman, Gotlib ou encore Alexis. Delporte s'oppose cependant à la publication des auteurs habituels des pages régulières de Spirou comme Raoul Cauvin. Très vite, Yvan Delporte recréé l'esprit d'équipe qui existait lors de son passage à la tête de Spirou, en faisant participer les auteurs aux idées d'animations.
Le premier numéro paraît avec le Spirou no 2031 du 17 mars 1977 et comporte huit pages dans un format différent du reste de l'hebdomadaire. Lors des semaines précédentes, André Franquin et Yvan Delporte ont mis en place une animation, mettant en scène Gaston Lagaffe et son univers, pour annoncer aux lecteurs l'arrivée d'une nouveauté dans Spirou. Pendant plusieurs semaines, les numéros vont se succéder, et Yvan Delporte s'amuse à sortir les auteurs des cases dans lesquelles ils sont enfermés, en écrivant lui-même la plupart des scénarios des bandes dessinées qui paraissent dans l'hebdomadaire pirate. Yvan Delporte a pour idée de créer une rivalité, voir une « guerre » entre les deux rédactions par journal interposé. Mais cela ne prend pas du côté de Spirou où le projet est très mal perçu par le rédacteur en chef de l'époque et les auteurs habituels, et c'est Charles Dupuis qui reçoit les plaintes de ses employés. Du côté des lecteurs Le Trombone illustré ne prend pas, les ventes de Spirou vont mêmes s'effondrer pendant la période de parution du supplément.
Après trente semaines de parution Le Trombone illustré s'arrête selon le souhait d'Yvan Delporte. Ce sont les censures successives qui tombent de la part de la direction de Dupuis, et notamment concernant la critique des religions, qui provoquent la fin du supplément de Spirou. La première censure concerne un article écrit par Yvan Delporte, sous le pseudonyme de Nana, où il demande aux lecteurs de ne pas croire ce qu'il y a dans la publicité, et un article qui a pour titre Devenez riche en créant votre religion. Ensuite la censure touche un article de Jacques Stoquart sur Amnesty International, mais publié quand même, puis un article intitulé La Galette des Rois qui indique les revenus des différentes royautés d'Europe. La quatrième censure est la goutte qui fait déborder le vase pour Yvan Delporte. Elle concerne une planche de la série Germain et nous… qui assimile les religions à des sectes. Yvan Delporte est particulièrement irrité, car Charles Dupuis ne dit rien lorsque André Franquin critique la religion à travers La Mitre Railleuse, mais censure un jeune auteur qui touche à la religion. Il y a aussi la censure de la série Fernand l'orphelin que scénarise Yvan Delporte pour Claire Bretécher, où Charles Dupuis demande la suppression de certains mots qu'Yvan Delporte se contente de barrer au feutre noir. L'idée de continuer Le Trombone illustré indépendamment de Spirou va se poser, mais faire un périodique de huit pages était déjà compliqué, et un journal émancipé aurait dû compter plusieurs dizaines de pages en plus.
Le bilan du Trombone illustré est globalement négatif, les ventes de Spirou ont baissé de 5 % en six mois (contre 1 à 3 % par an auparavant), et des tensions sont apparues chez Dupuis entre les auteurs du Trombone illustré et les autres. De plus, elles vont précipiter le remplacement du rédacteur en chef de Spirou, Thierry Martens, par Alain De Kuyssche. Mal accueilli à sa sortie, Le Trombone illustré va acquérir son statut de journal culte bien des années plus tard, avec la sortie d'un recueil de tous les numéros non vendus sauvés par un employé d'un dépôt en France. Plusieurs auteurs des générations suivantes vont déclarer avoir été durablement marqués par l'esprit de subversion du Trombone illustré, et des auteurs comme André Franquin ou René Hausman vont se voir ouvrir les portes des journaux plus adultes comme Fluide glacial. Delporte reçoit le Grand Prix Saint-Michel en 1978 pour son rôle dans la création et l'animation du supplément.
Un an après l'arrêt du Trombone illustré, en octobre 1978, Yvan Delporte et André Franquin renouvellent l'expérience du pirate dans un journal avec Pendant ce temps à Landerneau dans le mensuel (À suivre). Contrairement au Trombone illustré, Pendant ce temps à Landerneau n'est pas un supplément du périodique, mais des encarts entourés de bordures, où l'équipe peut publier ses textes et dessins sans contrôle du rédacteur en chef de (À suivre). Contrairement au Trombone illustré, il n'y a pas de rédaction physique, et l'expérience s'arrête en octobre 1979, après la censure d'une planche de Frédéric Jannin qui fait suite, au numéro précédent, à la censure d'un texte de Gudule sur les aventures de Zoé dans une banque du sperme. Quelques années plus tard, les éditions Dupuis projettent de relancer Le Trombone illustré sous le nom du Fils du Trombone, mais cela ne dépassera jamais le stade de la maquette, Dupuis ne trouvant pas Yvan Delporte assez fiable pour assurer un projet de cette envergure sur le long terme.

### Un homme touche-à-tout

#### Le syndicalisme
Peu après l'aventure Trombone illustré, Yvan Delporte et André Franquin ont l'idée de créer, pour défendre les intérêts de l'ensemble des dessinateurs belges de bande dessinée, une association, proche d'un syndicat, appelée L'Union Professionnelle des Créateurs d'Histoire en Images et Cartoons (L'UPCHIC). Yvan est nommé secrétaire par le conseil d'administration, alors qu'André Franquin en devient le président. Les bureaux sont installés au rez-de-chaussée de son immeuble, qui devient rapidement le point de rendez-vous de dessinateurs. Ils créent un petit journal pour les professionnels, où les auteurs peuvent s'exprimer sur le métier. L'association paye aussi les frais d'avocats pour défendre les auteurs en cas de différend avec leur éditeur. Le projet prend fin quelques années plus tard, après l'apparition de tensions entre auteurs, qui suivent la publication dans la gazette d'articles au ton provocateur. De plus en plus de dessinateurs quittent le syndicat et la baisse des cotisations signe la mort de l'UPCHIC.

#### Yvan Delporte à Hollywood

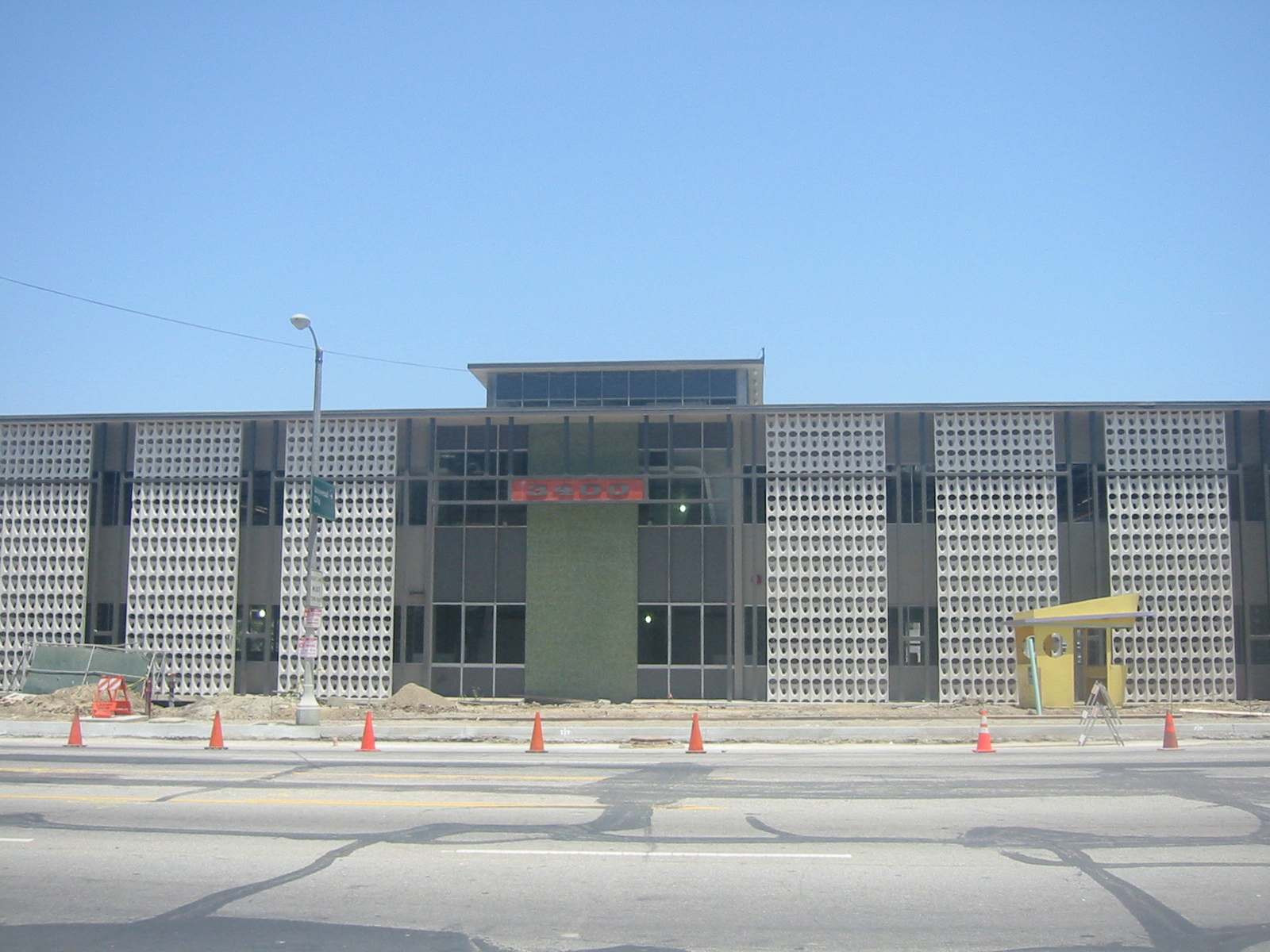
Les studios d'Hanna-Barbera Productions en 2007.

En 1981, la chaîne américaine NBC signe un contrat pour adapter Les Schtroumpfs en série animée. Yvan Delporte, qui est polyglotte et scénariste des premières histoires de la série, est engagé par Peyo pour relire l'ensemble des scénarios du studio américain et vérifier que l'univers de la bande dessinée est bien respecté. Alors que les Américains tentent à plusieurs reprises d'américaniser Les Schtroumpfs en modifiant par exemple la Schtroumpfette pour qu'elle plaise aux ligues féministes, Peyo et Yvan Delporte tentent de laisser passer le moins possible de changements de l'univers d'origine et à plusieurs reprises le dialogue est rompu entre Peyo et les auteurs aux États-Unis. Ceci oblige Yvan Delporte à jouer sans arrêt le rôle de diplomate entre les deux parties. Yvan Delporte est aussi responsable des citations musicales de la bande-son du dessin animé et il n'hésite pas à y placer du Beethoven et du Tchaïkovski. Cette période voit Yvan Delporte modifier son apparence physique, il abandonne son éternel duffel-coat pour des vêtements de marque, toujours extravagants, et se taille la barbe.
Le succès des Schtroumpfs attire l'attention d'autres studios américains pour la bande dessinée franco-belge. En 1983, les studios ABC achètent les droits du Marsupilami pour l'adapter en série animée. Comme André Franquin ne souhaite pas s'occuper seul du projet, il constitue une petite équipe composée entre autres d'Yvan Delporte, qui est chargé de superviser et coordonner les travaux entre l'équipe européenne et le studio américain, ainsi que des traductions. Une première ébauche est mise en place, mais rejetée par les Américains, car trop coûteuse, notamment à cause de l'animation de la queue du Marsupilami. Une seconde ébauche est écrite et présentée par Yvan Deporte lui-même auprès de la directrice des programmes de la chaîne. Cette fois le projet est définitivement annulé, car les Américains ne veulent pas des amérindiens Chahutas trop caricaturaux. Plusieurs autres projets sont discutés sans voir le jour. Un projet avec Dany pour adapter sa série Olivier Rameau échoue pour des raisons financières. Un projet avec la Warner Bros. Animation intitulé Jeopardy Jack et surtout une adaptation du Flagada de Charles Degotte avec Hanna-Barbera Productions ne voient pas le jour malgré un gros travail de préparation de l'équipe d'Yvan Delporte. À cette époque, il est touché par un drame, le suicide de son fils Bert Bertrand, une disparition qu'il a toujours refusé d'évoquer.

#### Yvan Delporte de nouveau scénariste
Après Le Trombone illustré, André Franquin ressort des cartons un vieux projet qu'il a depuis des années, mais qu'il n'avait jamais eu le courage de concrétiser : raconter les querelles d'une taupe et d'un jardinier. Avec Yvan Delporte, il confie le projet au jeune Frédéric Jannin et l'intitule Les Démêlés d'Arnest Ringard et d'Augraphie. Yvan Delporte coécrit le scénario avec André Franquin et s'occupe notamment de l'écriture des dialogues, il en profite pour rajouter des contrepèteries parfois graveleuses bien que la série paraisse dans le journal Spirou. Après quelques histoires, les auteurs arrêtent la série, déçus qu'elle soit publiée en album dans une collection annexe du catalogue régulier de Dupuis. La série sera relancée en 1993 sur la demande de Dupuis avec le même trio. Avec Frédéric Jannin, il écrit plusieurs autres ébauches de projets comme une parodie de Batman et Robin intitulée Bitman et Robinet pour Fluide glacial, une série sur la Préhistoire appelée L'Aurore de l'humanité ou encore Les Aventures d'Ambroise le cochon. Comme projet concrétisé, il y a l'album Les Collectionneurs que Frédéric Jannin réalise en un mois.
Jean Roba se tourne vers Delporte en 1981 pour l'aider à écrire le scénario de l'histoire en quarante-quatre planches de Boule et Bill intitulée Boule et Bill globe-trotters. Il a notamment comme mission de sortir les personnages de situations difficiles. Au milieu des années 1980, il refond avec René Follet les histoires des Zingari parues quelques années auparavant dans Le Journal de Mickey. À la fin des années 1980, il écrit pour Carine De Brab deux longues histoires d'une série qu'il intitule Les Puzzoletti et qui paraissent dans Spirou. En 1992, juste après la mort de Peyo, il aide son fils Thierry Culliford à écrire un nouvel épisode de la série Johan et Pirlouit à partir d'une ébauche d'idée de Peyo sur une attaque de barbares. Il y écrit alors un scénario complet entièrement découpé et détaillé image par image. Malgré tout, à la fin de la création de l'album, les relations deviennent compliquées avec Thierry Culliford qui préfère mettre fin à la collaboration avec Yvan Delporte. Au début des années 2000, il travaille avec Zidrou et Fabien Vehlmann sur une animation rédactionnelle dans Spirou autour du personnage de Toccard, un personnage issu de la série Le Boss qui essaie tant bien que mal d'être publié dans l'hebdomadaire. Dans ce projet, il aide à écrire le scénario de Bob le cow-boy la série fictive de Toccard volontairement mal réalisée.

#### Les Tifous
À la fin des années 1980, Christian Mauron demande à André Franquin d'adapter en dessin animé des marionnettes qui sont diffusées sur la télévision suisse et qui s'appellent Les Tifous. Faisant confiance à son expérience dans le dessin animé développée par son travail sur la série des Schtroumpfs, André Franquin fait rapidement appel à Yvan Delporte pour l'aider à mener à bien ce projet. Ensemble ils créent les différents personnages et écrivent le scénario des premiers épisodes. Une fois l'équipe constituée avec notamment Xavier Fauche et Jean Léturgie, Yvan Delporte prend le titre de « directeur de la narration » où il supervise l'écriture des scénarios en rajoutant des idées personnelles. Une fois le scénario d'un épisode écrit et validé, Yvan Delporte s'occupe de la coordination entre l'équipe d'André Franquin et le studio de production. L'équipe écrit soixante-seize épisodes, mais vingt-quatre seulement seront produits à cause des problèmes financiers du producteur. Le matériel non exploité en dessin animé est réutilisé au début des années 1990 dans le journal Spirou.

#### Le journalSchtroumpfs!
Toujours à la fin des années 1980, Yvan Delporte est contacté par Peyo et son studio pour occuper le poste de rédacteur en chef du nouveau journal Schtroumpf ! qu'ils souhaitent créer. Avec son complice Eddy Ryssack, il présente un projet de maquette pour le mensuel, mais elle va être rejetée par Peyo et son équipe. Sa maquette est estimée trop proche du Spirou des années 1960, considéré comme démodé. Par la suite, Jean-Claude De la Royère participe au projet et retravaille la maquette, alors qu'Eddy Ryssack quitte le projet. La motivation d'Yvan Delporte diminue et des problèmes de délais de production apparaissent, ce qui amène Peyo et son fils à l'écarter. Néanmoins, Yvan Delporte participe à l'aventure en s'occupant de diverses rubriques comme les jeux et les informations insolites. De plus, il écrit le scénario d'une série intitulée La Bande des quatre vents pour Al Séverin et reprend Les Contes du Grand Schtroumpf, une rubrique déjà parue dans les années 1960 dans le journal Spirou. À la demande de Peyo, il réécrit les trois premières histoires de la série Pierrot et la Lampe pour l'adapter au format du mensuel Schtroumpf !, mais elles ne satisfont pas Peyo et le projet n'est pas finalisé. Au bout de quelques années, la parution du mensuel s'arrête à cause de problèmes financiers.

#### La musique
Yvan Delporte est passionné de musique et les années 1980-1990 le voient mener plusieurs projets sur cet art. Lui-même ne joue pas d'un instrument en particulier, mais il possède une connaissance parfaite du solfège et une très bonne oreille musicale. Dans les années 1980, il enregistre plusieurs émissions de radio, jamais diffusées, en compagnie de Gotlib et Frédéric Jannin sur les chansons humoristiques, accompagnées de moments de folie imaginés par Yvan Delporte. Il a aussi comme idée de filmer les auteurs de bande dessinée qui jouent aussi de la musique pour les réunir ensuite sur une même vidéo. En 1995, Thierry Tinlot le rédacteur en chef de Spirou, a l'idée de créer un groupe composé d'auteurs de bande dessinée qui prend pour nom « Marcinelle All-Star Band ». Yvan Delporte joint le groupe comme chanteur et la première a lieu lors du dîner annuel de Dupuis. Le triomphe qui suit la prestation incite le groupe à continuer et à faire plusieurs festivals de bande dessinée pendant trois ans pour une quinzaine de concerts. Par la suite, le groupe se renomme le « Boys Band (dessinée) » et jusqu'à la fin de sa vie Yvan Delporte apparaît sur scène, malgré des diminutions physiques qui l'obligent à se déplacer en fauteuil roulant.

### Les dernières années
Lors de ses dernières années, Yvan Delporte devient très proche des auteurs du moment, surtout avec ceux issus de L'Association comme Lewis Trondheim, et il s'intéresse aux nouveautés dans la bande dessinée. Pour les jeunes auteurs et lecteurs du journal Spirou, il est alors considéré comme un quasi-mythe vivant. Il participe à beaucoup d'expositions et écrit des articles sur la bande dessinée. Dans les années 2000, il se joint à l'écriture des revues théâtrales pour le Théâtre de Poche de Bruxelles et toutes les semaines il assiste au match de la Ligue d'Impro de Bruxelles. En 2006, il rejoint les auteurs en guerre contre Média participations, qui vient de racheter les éditions Dupuis, et tente de fédérer le mouvement sans grand succès. Il s'implique aussi dans l'Association des auteurs de BD (l'Adabd) où il participe régulièrement aux séminaires. Il meurt le 5 mars 2007 à Bruxelles alors qu'il prépare avec Frédéric Jannin un album pour les cinquante ans de la série Gaston et une rubrique avec Frank Pé destinée à Spirou sur les personnages de bande dessinée pour lesquels il devait écrire un portrait décalé. Le numéro 3599 du magazine Spirou du 4 avril 2007 rend hommage à Yvan Delporte, avec un cahier spécial de 8 pages agrafé au dessus du magazine habituel.

## Analyse

### Formation
Yvan Delporte est autodidacte, il a quitté l'école à seize ans et n'a jamais apprécié les études. Il préfère apprendre par curiosité, par ses lectures sur à peu près tous les sujets, aussi bien les langues que les sciences, la littérature ou encore la mécanique. Par ses lectures, il apprend l'allemand, l'anglais, le néerlandais et un peu le finnois, le chinois, le japonais, le russe et l'italien. À la fin de sa vie, il se passionne pour Internet qui lui permet d'étancher sa soif de connaissances sans limite. Malgré ses douleurs physiques, il insiste pour se déplacer devant son ordinateur afin de chercher des informations.

### Yvan Delporte le scénariste
Tout au long de sa vie, Yvan Delporte a écrit des scénarios pour différents dessinateurs. Sa manière de travailler est différente selon l'auteur pour qui il travaille. Pour certaines séries, il participe à l'écriture du scénario lors de réunions organisées avec le dessinateur, voire avec des coscénaristes. C'est notamment le cas de Peyo, qu'il aide pour l'écriture de plusieurs scénarios des Schtroumpfs et de Benoît Brisefer. Ils discutent tous les deux pendant des heures, puis Yvan Delporte écrit le texte, le présente à Peyo et le corrige en fonction des indications de ce dernier. C'est également lui qui, le plus souvent, trouve les noms des personnages et ajoute des gags et des jeux de mots. C'est aussi de cette manière qu'il participe à l'écriture de la série Isabelle pour Will, en compagnie de Raymond Macherot et André Franquin. Si Yvan Delporte déclare plus tard que son rôle se limitait à taper le scénario à la machine, ses coauteurs affirment plutôt qu'il était l'auteur d'une partie du synopsis et écrivait les dialogues en y ajoutant beaucoup de calembours.
Parfois, il écrit le scénario seul et l'envoie au dessinateur. C'est de cette manière qu'il rédige ses premiers scénarios lorsqu'un auteur n'arrivant pas à imaginer la suite de son histoire fait appel à lui pour débloquer la situation. En effet, il entre facilement dans un univers qui n'est pas le sien. Son travail d'écriture n'empêche pas qu'il laisse beaucoup de liberté au dessinateur en ne fournissant souvent qu'un simple texte accompagné de descriptions. Dans les années 1990, pour l'histoire La Horde du corbeau, il écrit pour Alain Maury un scénario complet avec une description de chaque image à partir des idées ébauchées par Peyo quelques semaines avant sa mort. Pendant sa période à la tête de la rédaction de Spirou, il écrit le plus souvent les scénarios de cette manière à cause du manque de temps. Il rédige les scénarios aussi bien pour des auteurs un peu plus confirmés comme René Follet ou René Hausman ou pour aider des auteurs à avoir leur propre série comme Jidéhem. Le plus gros de son travail d'écriture consiste à remplir les pages du journal avec des rédactionnels, des pages de jeux ou encore des contes qu'il écrit lui-même grâce à sa maîtrise de la langue.
Son style d'écriture touche tous les genres de la bande dessinée, mais il a une préférence pour l'humour et plus précisément les jeux de mots. Il écrit aussi des histoires de science-fiction comme la série Alain Cardan qui se déroule dans l'espace, des histoires poétiques comme Saki et Zunie ou Isabelle, des histoires réalistes comme Jean Valhardi. Dans Les Démêlés d'Arnest Ringard et d'Augraphie, il s'essaye à un nouveau style humoristique qu'est la contrepèterie. Si Yvan Delporte a écrit beaucoup de scénarios, il n'a jamais réellement marqué la bande dessinée par son œuvre, hormis sans doute par sa participation à l'histoire Le Schtroumpfissime et sa participation à la création du personnage de Gaston Lagaffe où il aide André Franquin à définir sa personnalité et à trouver son nom.
Yvan Delporte avait énormément de mal à respecter les délais et plus une série se prolongeait dans le temps, plus sa passion baissait et il parvenait difficilement à se mettre à l'écriture. Yvan Delporte disait que sa participation à l'écriture des scénarios était minime, que le dessinateur trouvait tout l'univers de la série et que son rôle était de rajouter un ou deux éléments avant de voir son nom imprimé sur la couverture. Mais cela est démenti par de nombreux témoignages d'auteurs avec qui il a travaillé.
Son travail sur Schtroumpf vert et Vert Schtroumpf lui a valu de partager avec Peyo le prix Saint-Michel 1973 du meilleur scénariste humoristique. Celui sur Arnest Ringard et Augraphie le prix Saint-Michel 2007 de la presse, avec Frédéric Jannin.

### Yvan Delporte le rédacteur en chef
Yvan Delporte est rédacteur en chef du journal Spirou durant la période qu'on appelle l'Âge d'or. Plusieurs facteurs déclenchent une frénésie créatrice et Yvan Delporte en est l'un des éléments majeurs. Tout d'abord, il met en place une équipe d'auteurs composée de figures du journal comme André Franquin, Peyo, Morris ou encore Jean Roba. Des réunions sont organisées régulièrement pour fusionner l'ensemble des énergies des auteurs, aussi bien pour trouver des animations pour l'hebdomadaire que pour s'entraider sur les séries respectives. D'autre part, il crée dans les bureaux de la rédaction de Spirou, une ambiance rigolarde et créatrice. Yvan Delporte s'implique énormément dans le processus de création du journal, il anime les réunions et centralise les idées de ses auteurs, il écrit une grande partie des rédactionnels, aussi bien les jeux que les animations pour faire ressentir aux lecteurs l'ambiance de la rédaction de Spirou. Mais ce qui marque sa période à la tête du journal, ce sont les numéros spéciaux qu'il monte en compagnie de son équipe d'auteurs et où il place des idées plus bizarres les unes que les autres pour amuser le lecteur.
Durant toute la période où Yvan Delporte occupe le poste de rédacteur en chef (bien qu'il ne porte pas officiellement ce titre), le véritable patron est Charles Dupuis. Théoriquement, rien ne passe dans le journal sans que celui-ci le valide, mais Yvan Delporte parvient souvent à ne pas publier des séries qu'il n'aime pas et qu'apprécie Charles Dupuis. Yvan Delporte est un gros travailleur, il n'hésite pas à faire des heures supplémentaires pour le bien du journal, car c'est un perfectionniste et il entraîne son équipe d'auteurs avec lui jusqu'à la faire produire énormément. Le revers de cet engagement est qu'Yvan Delporte est très souvent en retard et livre le journal à la dernière minute. C'est l'une des raisons de sa chute. Il ne s'occupe pas du tout du budget, ni des chiffres de vente de l'hebdomadaire, mais il milite pour que ses auteurs soient payés le mieux possible par Dupuis, car pour lui un auteur bien payé est un auteur qu'on prend au sérieux dans les services commerciaux. En dehors du cercle d'auteurs qui participent aux réunions, Yvan Delporte se montre parfois très dur avec certains dessinateurs. Il lui arrive de refuser des planches soumises par des débutants, sans une explication qui leur permettrait de s'améliorer. Il arrive qu'il refuse systématiquement certains auteurs, comme Jacques Devos, sans autre raison qu'une antipathie personnelle. À la rédaction, Maurice Rosy est chargé de former les nouveaux talents.

### Un homme fantasque
Un trait marquant du caractère d'Yvan Delporte est son excentricité, à commencer par son apparence physique. Il porte depuis sa jeunesse une longue barbe rousse, puis grise. Il y tient tellement qu'il refuse qu'une photo de lui jeune sans poils au menton ne soit publiée. Lors de sa période à Spirou, ses vêtements sont négligés. Il porte un éternel costume gris sous un long duffle-coat qui traîne par terre et prend la poussière. Dans les années 1980, avec le succès du dessin animé Les Schtroumpfs, il devient plus coquet en troquant son duffle-coat pour des habits plus modernes de chez Kenzo, mais toujours en y ajoutant une touche de folie avec des habits multicolores ou des épingles à nourrice qui font office de braguettes. Pour une remise de prix à Hollywood, il n'hésite pas à se faire faire un costume sur mesure tout en jeans. Yvan Delporte a fini par se fabriquer un look bien à lui, il fait attention à son image pour sortir le plus possible de l'ordinaire.
Yvan Delporte est d'un caractère assez complexe, à la fois anticonformiste, antimoderniste et plein de principes, voire moralisateur. Il s'oppose à la propriété privée et à l'argent, il ne possède pas grand-chose et il est de ce point de vue un peu bohème, voire anarchiste. D'un autre côté, il aime vivre dans un certain luxe en habitant dans de grands appartements vides à loyer élevé et en mangeant tous les jours au restaurant, sans se soucier de l'argent qu'il a en poche. C'est aussi un grand amateur de farces fantaisistes, il a une très bonne répartie et une excellente capacité d'improvisation, ce qui lui permet de mettre au point des blagues totalement surréalistes.

### Critiques
La gestion du journal Spirou sous l'ère Yvan Delporte a été la cible de critiques. Selon son successeur Thierry Martens, le Spirou d'Yvan Delporte était dans une sorte de routine et, en dehors des numéros spéciaux, il manquait d'imagination. On lui reproche aussi de ne pas avoir su préparer une nouvelle génération d'auteurs qui aurait pu succéder sereinement à la génération de l'âge d'or. Sa gestion administrative est considérée comme catastrophique ; les dossiers ne sont pas rangés, ce qui provoque des problèmes avec la comptabilité. On lui reproche aussi d'accepter beaucoup trop de planches dont certaines sont impubliables. Si Yvan Delporte était assez sociable avec les gens, certains auteurs comme Raoul Cauvin ou Vittorio Léonardo lui reprochent d'avoir été peu ouvert aux jeunes auteurs et de privilégier les auteurs de sa bande avec qui il a des affinités. Ces critiques reviennent souvent pour parler de la période du Trombone illustré où on lui reproche d'avoir volontairement mis de côté toute une génération d'auteurs qui a pris le relais dans Spirou. On lui reproche une certaine misogynie ce qui ne l'empêche pas d'adorer la compagnie des jeunes femmes et de sortir avec celles qui travaillent pour lui.

## Œuvre

### Périodiques

#### Historique de publication

##### DansSpirou
Les premières publications d'Yvan Delporte dans le journal Spirou sont des scénarios. Il commence en 1949, alors qu'il est homme à tout faire chez Dupuis, où il écrit un scénario pour Eddy Paape avec l'histoire À la poursuite de Max Clair de la série Jean Valhardi publiée à partir du no 601. Pour cette série il écrit aussi l'histoire Chez les Êtres de la forêt l'année suivante. Lorsqu'il devient rédacteur en chef de l'hebdomadaire en 1956, il scénarise plusieurs séries, Alain Cardan pour Gérald Forton de 1957 à 1959, Bobosse pour Marcel Remacle en 1957, Saki pour René Hausman de 1958 à 1964, Starter et Sylvain Tripoté pour Jidéhem la première en 1961 et la deuxième en 1966, Matiti Jo co-scénarisée avec Charles Jadoul pour Herbert en 1963, Bobo pour Maurice Rosy de 1964 à 1965 et Mulligan co-scénarisée avec Raymond Macherot pour Berck de 1968 à 1969. Il travaille surtout avec André Franquin et Peyo, deux piliers de Spirou. Avec André Franquin, il crée notamment Gaston Lagaffe et il participe aux premières animations du personnage dans le journal Spirou. Par la suite, il écrit une rubrique rédactionnelle sur l'univers de Gaston intitulée En direct de la rédaction publiée principalement entre 1965 et 1968. Il écrit aussi le roman illustré Les Robinsons du Rail mettant en scène les personnages de Spirou, Fantasio et Gaston Lagaffe. Avec Peyo, il coécrit les scénarios des Schtroumpfs de 1959 à 1964, de Benoît Brisefer en 1966 et une rubrique de contes intitulée Les Contes du Grand Schtroumpf de 1967 à 1969. Enfin pour Jean Roba, il écrit une rubrique titrée L'Avis de chien de Bill de 1964 à 1972. Il écrit aussi quelques mini-récits pour différents auteurs.
Malgré son départ de la tête de la rédaction de Spirou en 1968, il poursuit sa collaboration avec l'hebdomadaire. Il continue d'écrire quelques animations de Gaston Lagaffe et les En direct de la rédaction, quelques scénarios des Schtroumpfs, de Benoît Brisefer ou encore L'Avis de Bill. Il va surtout créer et participer à plusieurs séries : avec Raymond Macherot et André Franquin il écrit la série Isabelle pour Will de 1969 à 1994, une courte histoire de Sandy et Hoppy pour Lambil en 1969 et de Sam et l'Ours pour Lagas en 1973, quelques histoires de Sibylline pour Raymond Macherot en 1970, la rubrique Poussyclopédie de 1970 à 1973 pour Marc Wasterlain et Peyo. Pour Frédéric Jannin, il crée et scénarise avec André Franquin la série Les Démêlés d'Arnest Ringard et d'Augraphie de 1978 à 1997. Il scénarise aussi des gags de Germain et nous… de 1980 à 1990, Les Collectionneurs en 1984, Les Zingari pour René Follet de 1985 à 1987, Les Puzzoletti pour Carine De Brab de 1987 à 1988. Il écrit la rubrique Un monstre par semaine de 1988 à 1989, Les Tifous pour André Franquin de 1990 à 1991 et enfin il participe à l'animation « Toccard » avec Zidrou, Fabien Vehlmann et Philippe Bercovici entre 2000 et 2001. Pour Le Trombone Illustré, l'éphémère supplément du journal Spirou, Yvan Delporte écrit de nombreux articles, jeux, éditos, ou animations, ainsi que divers scénarios pour Alexis, André Franquin, Claire Bretécher, Dany et René Hausman.

##### Autres périodiques
Yvan Delporte collabore aussi avec d'autres périodiques, surtout après son départ de Spirou. Pour Jidéhem, il scénarise Sylvain Tripoté dans Bonux Boy en 1960 et Uhu-Man dans Pilote en 1967. Dans Le Journal de Mickey, il écrit deux séries entre 1970 et 1973, Onkr pour Tenas et Les Zingari pour René Follet. Pour l'édition belge de Tintin, il scénarise Le Chicon pour Verli en 1972. Pour le journal Lucky Luke, il scénarise en 1974 plusieurs chroniques dessinées par Morris intitulées Les Échos de Nothing-Gulch, Les Contes de Lucky Luke et Les Mémoires de Rantanplan. Il collabore avec Fluide Glacial de 1977 à 1980, en écrivant quelques rédactionnels et récits, ainsi qu'en scénarisant quelques gags des Idées noires pour André Franquin. Après Le Trombone illustré, il écrit dans le mensuel (À suivre), une rubrique indépendante du reste du journal intitulée Pendant ce temps à Landerneau. Dans la revue Super As, il écrit la série Colin Colas pour Eddy Ryssack en 1979. Sa collaboration la plus prolifique est pour le journal Schtroumpf ! où entre 1990 et 1992 il anime plusieurs rubriques comme Le Grand Schtroumpf raconte, Les Pages du Schtroumpf Nature, Les Trésors du Schtroumpf Bricoleur ou encore Le Petit journal du Schtroumpf Reporter.

#### Liste des histoires à suivre publiées dans les revues
| Série              | Titre                                | Dessinateur            | Début   | Fin     |
| ------------------ | ------------------------------------ | ---------------------- | ------- | ------- |
| Jean Valhardi      | À la poursuite de Max Clair          | Eddy Paape             | no 601  | no 612  |
| Jean Valhardi      | Chez les Êtres de la forêt           | Eddy Paape             | no 613  | no 671  |
| Alain Cardan       | Alain Cardan                         | Gérald Forton          | no 996  | no 1006 |
| Alain Cardan       | Citoyen de l'espace                  | Gérald Forton          | no 1013 | no 1039 |
| Bobosse            | Les Évadés de Trifouillis            | Marcel Remacle         | no 1020 | no 1038 |
| Saki               | Saki                                 | René Hausman           | no 1031 | no 1047 |
| Alain Cardan       | Allo… ici Vénus                      | Gérald Forton          | no 1046 | no 1068 |
| Saki               | Saki                                 | René Hausman           | no 1048 | no 1058 |
| Saki               | Les Pillards                         | René Hausman           | no 1071 | no 1081 |
| Alain Cardan       | L'Exode de la Croix Ansée            | Gérald Forton          | no 1121 | no 1142 |
| Starter            | Starter contre les casseurs          | Jidéhem                | no 1208 | no 1234 |
| Les Schtroumpfs    | Schtroumpfonie en ut                 | Peyo                   | no 1339 | no 1351 |
| Spirou et Fantasio | Les Robinsons du Rail                | André Franquin Jidéhem | no 1354 | no 1363 |
| Les Schtroumpfs    | Le Schtroumpfissime                  | Peyo                   | no 1378 | no 1414 |
| Benoît Brisefer    | Les Douze Travaux de Benoît Brisefer | Peyo                   | no 1459 | no 1517 |
| Mulligan           | New York 1933                        | Berck                  | no 1600 | no 1613 |
| Mulligan           | Mulligan et le fils de Schéhérazade  | Berck                  | no 1626 | no 1639 |
| Les Schtroumpfs    | Le Schtroumpfeur de pluie            | Peyo Gos               | no 1652 | no 1660 |
| Isabelle           | Isabelle et le Tableau enchanté      | Will                   | no 1666 | no 1680 |

| Série           | Titre                              | Dessinateur                       | Début   | Fin     |
| --------------- | ---------------------------------- | --------------------------------- | ------- | ------- |
| Isabelle        | Isabelle et les Voleurs            | Will                              | no 1714 | no 1720 |
| Isabelle        | Isabelle et le Capitaine           | Will                              | no 1747 | no 1761 |
| Benoît Brisefer | Lady d'Olphine                     | Marc Wasterlain François Walthéry | no 1771 | no 1795 |
| Les Schtroumpfs | Schtroumpf vert et Vert Schtroumpf | Peyo                              | no 1808 | no 1836 |
| Isabelle        | Isabelle et la Petite Fée au pair  | Will                              | no 1912 | no 1916 |
| Isabelle        | Les Maléfices de l'oncle Hermès    | Will                              | no 1929 | no 1935 |
| Isabelle        | L'Île dont on ne revient pas       | Will                              | no 1965 | no 1972 |
| Isabelle        | L'Astragale de Cassiopée           | Will                              | no 2019 | no 2035 |
| Isabelle        | Un empire de dix arpents           | Will                              | no 2111 | no 2137 |
| Isabelle        | L'Étang des sorciers               | Will                              | no 2217 | no 2236 |
| Boule et Bill   | Boule et Bill globe-trotters       | Jean Roba                         | no 2270 | no 2275 |
| Isabelle        | L'Envoûtement                      | Will                              | no 2477 | no 2480 |
| Les Puzzoletti  | Les Puzzoletti                     | Carine De Brab                    | no 2591 | no 2598 |
| Les Puzzoletti  | Le Monstre de Bornéo               | Carine De Brab                    | no 2645 | no 2655 |
| Isabelle        | La Lune gibbeuse                   | Will                              | no 2752 | no 2767 |
| Isabelle        | La Traboule de la Géhenne          | Will                              | no 2788 | no 2798 |
| Isabelle        | Le Sortilège des gâtines           | Will                              | no 2815 | no 2826 |
| Isabelle        | Le Grand Bonbon                    | Will                              | no 2894 | no 2906 |
| Isabelle        | Les Abraxas pernicieux             | Will                              | no 2956 | no 2966 |

| Série | Titre                                 | Dessinateur | Début   | Fin     |
| ----- | ------------------------------------- | ----------- | ------- | ------- |
| Onkr  | Les Trafiquants du trafic             | Tenas       | no 936  | no 956  |
| Onkr  | Onkr et le mystère de la Nième chaîne | Tenas       | no 957  | no 980  |
| Onkr  | Onkr et l'armée d'acier               | Tenas       | no 981  | no 988  |
| Onkr  | Onkr et l'armée d'acier               | Tenas       | no 990  | no 1004 |
| Onkr  | Fugue en Onkr majeur                  | Tenas       | no 1006 | no 1028 |
| Onkr  | Roméonkr et Juliette                  | Tenas       | no 1031 | no 1054 |

### Albums

#### Historique de publication en album
Les premiers albums d'Yvan Delporte paraissent dans les années 1960 et sont faits en compagnie du studio Peyo. On trouve des albums des séries Les Schtroumpfs, Benoît Brisefer et plus tard Poussy ainsi que les albums de La Ribambelle avec Jean Roba. Les années 1970 sont une décennie assez pauvre pour lui, après son départ de la tête de la rédaction du journal Spirou il publie de nombreuses séries dans différents périodiques, mais peu seront reprises en album. La principale est Isabelle, qu'il crée en compagnie de Will et Raymond Macherot (rejoints ensuite par André Franquin) et dont la publication se prolonge jusque dans les années 1990. Avec les années 1980, il bénéficie de la multiplication des petites maisons d'éditions qui publient en album des séries plus ou moins oubliées. Ainsi sont publiées, Colin Colas, Jean Valhardi, Bandonéon, Steve Severin, Saki et Zunie, Starter et Mulligan. Il publie aussi des albums d'histoires plus récentes comme Boule et Bill ou Arnest Ringard et d'Augraphie. Dans les années 1990, il participe, après la mort de Peyo, au retour de Johan et Pirlouit en compagnie de Thierry Culliford et Alain Maury et un album de Cubitus avec Dupa. Les albums qui sortent par la suite, sont des anciennes séries exhumées par des passionnés comme Les Zingari, Bobosse et Alain Cardan.

#### Liste des premières éditions de la série régulière
Arnest Ringard et d'Augraphie (Les Démêlés d')
- Les Démêlés d'Arnest Ringard et d'Augraphie, Dupuis, coll. « Carte Blanche », Marcinelle, 1981
Scénario : André Franquin et Yvan Delporte - Dessin : Frédéric Jannin -  (ISBN 2-8001-0755-3)

Bandonéon
- 1. El Gaucho triste, Éditions Michel Deligne, 1979
Scénario : Yvan Delporte - Dessin : Dino Attanasio
- 2. El Tango de la révolucion, Éditions Michel Deligne, Bruxelles, 1979
Scénario : Yvan Delporte - Dessin : Dino Attanasio

Benoît Brisefer
- 3. Les Douze Travaux de Benoît Brisefer, Dupuis, Marcinelle, 1968
Scénario : Peyo et Yvan Delporte - Dessin : François Walthéry et Peyo
- 6. Lady d'Olphine, Dupuis, Marcinelle, 1973
Scénario : Yvan Delporte et Peyo - Dessin : François Walthéry

Bobosse
- 2. Les Évadés de Trifouillis, Le Coffre à BD, Tournefeuille, 2006
Scénario : Marcel Remacle, Peyo et Yvan Delporte - Dessin : Marcel Remacle -  (ISBN 2-350-07043-3)

Boule et Bill
- 19. Boule et Bill globe-trotters, Dupuis, Marcinelle, 1982
Scénario : Jean Roba et Yvan Delporte - Dessin : Jean Roba -  (ISBN 2-8001-0920-3)

Colin Colas
- 4. Le Monstre de Drumnadrochitt, Fleurus, 1980
Scénario : Yvan Delporte - Dessin : Eddy Ryssack -  (ISBN 2-215-00367-7)
- 5. L'Empereur des Sargasses, Hachette, 1980
Scénario : Yvan Delporte - Dessin : Eddy Ryssack -  (ISBN 2-01-008168-4)
- 7. De Levende mummie, 9e Kunst, 1984
Scénario : Yvan Delporte - Dessin : Eddy Ryssack

Les Collectionneurs
- Les Collectionneurs, Éditions du Miroir, Louvain-la-Neuve, 1984
Scénario : Yvan Delporte - Dessin : Frédéric Jannin - Couleurs : Studio LeonardoTirage à 8 000 exemplaires. Il existe un tirage de luxe en noir et blanc, tiré à 1 250 exemplaires[221].

Cubitus
- 31. Cubitus et les cumulus de Romulus, Le Lombard, Bruxelles, 1994
Scénario : Yvan Delporte - Dessin : Dupa - Couleurs : Marcy Henrotin -  (ISBN 2-8036-1092-2)

Gaston
- 0. Gaffes et gadgets, Dupuis,  (ISBN 2-8001-1248-4), 1985
Scénario : Yvan Delporte et André Franquin - Dessin : André Franquin et Jidéhem
- R4. En direct de la gaffe, Dupuis, 1974
Scénario : André Franquin et Yvan Delporte - Dessin : André Franquin -  (ISBN 2-8001-0370-1)
- R5. Le Lourd passé de Lagaffe, Dupuis, 1986
Scénario : André Franquin et Yvan Delporte - Dessin : André Franquin et Jidéhem -  (ISBN 2-8001-1473-8)

Isabelle
- 1. Isabelle et le Tableau enchanté, Dupuis, 1982
Scénario : Yvan Delporte et Raymond Macherot - Dessin : Will
- 2. Isabelle et le Capitaine, Dupuis, Marcinelle, 1983
Scénario : Yvan Delporte et Raymont Macherot - Dessin : Will -  (ISBN 2-8001-0956-4)
- 3. Les Maléfices de l'oncle Hermès, Dupuis, Marcinelle, 1978
Scénario : Yvan Delporte, Raymont Macherot et André Franquin - Dessin : Will -  (ISBN 2-8001-0591-7)
- 4. L'Astragale de Cassiopée, Dupuis, Marcinelle, 1979
Scénario : Yvan Delporte, Raymont Macherot et André Franquin - Dessin : Will -  (ISBN 2-8001-0626-3)
- 5. Un empire de dix arpents, Dupuis, Marcinelle, 1980
Scénario : Yvan Delporte et André Franquin - Dessin : Will -  (ISBN 2-8001-0699-9)
- 6. L'Étang des sorciers, Dupuis, Marcinelle, 1981
Scénario : Yvan Delporte et André Franquin - Dessin : Will -  (ISBN 2-8001-0783-9)
- 7. L'Envoûtement du Népenthès, Dupuis, Marcinelle, 1986
Scénario : Yvan Delporte et André Franquin - Dessin : Will -  (ISBN 2-8001-1392-8)
- 8. La Lune gibbeuse, Dupuis, Marcinelle, 1991
Scénario : Yvan Delporte - Dessin : Will -  (ISBN 2-8001-1848-2)
- 9. La Traboule de la Géhenne, Dupuis, Marcinelle, 1992
Scénario : Yvan Delporte - Dessin : Will -  (ISBN 2-8001-1903-9)
- 10. Le Sortilège des gâtines, Dupuis, Marcinelle, 1993
Scénario : Yvan Delporte - Dessin : Will -  (ISBN 2-8001-1981-0)
- 11. Le Grand Bonbon, Dupuis, Marcinelle, 1994
Scénario : Yvan Delporte - Dessin : Will -  (ISBN 2-8001-2128-9)
- 12. Les Abraxas pernicieux, Dupuis, Marcinelle, 1995
Scénario : Yvan Delporte - Dessin : Will -  (ISBN 2-8001-2192-0)

Jean Valhardi (Les Aventures de)
- 15. Jean Valhardi et les Êtres de la forêt, Dupuis,  (ISBN 2-8001-1494-0), 1987
Scénario : Yvan Delporte - Dessin : Eddy Paape

Johan et Pirlouit
- 14. La Horde du corbeau, Le Lombard, Bruxelles, 1994
Scénario : Yvan Delporte et Thierry Culliford - Dessin : Alain Maury -  (ISBN 2-8036-1056-6)
- 15. Les Troubadours de Roc-à-Pic, Le Lombard, Bruxelles, 1995
Scénario : Yvan Delporte et Thierry Culliford - Dessin : Alain Maury -  (ISBN 2-8036-1162-7)
- 16. La Nuit des sorciers, Le Lombard, Bruxelles, 1998
Scénario : Yvan Delporte et Thierry Culliford - Dessin : Alain Maury -  (ISBN 2-8036-1271-2)

Mulligan
- 1. New York 1933, Bédéscope, Bruxelles, 1983
Scénario : Yvan Delporte et Raymond Macherot - Dessin : Berck
- 2. De zoon van Sjehrazad, Brabant strip vzw, 2006
Scénario : Yvan Delporte et Raymond Macherot - Dessin : Berck

Ribambelle (La)
- 1. La Ribambelle gagne du terrain, Dupuis, Marcinelle, 1965
Scénario : Jean Roba et Yvan Delporte - Dessin : Jean Roba
- 2. La Ribambelle en Écosse, Dupuis, 1966
Scénario : Jean Roba et Yvan Delporte - Dessin : Jean Roba

Saki et Zunie
- 1. Saki cherche un ami, Chlorophylle, Bruxelles, 1980
Scénario : Yvan Delporte - Dessin : René Hausman
- 2. Saki et Zunie, Chlorophylle, Bruxelles, 1980
Scénario : Yvan Delporte - Dessin : René Hausman

Schtroumpfs (Les)
- 1. Les Schtroumpfs noirs, Dupuis, Marcinelle, 1963
Scénario : Peyo et Yvan Delporte - Dessin : Peyo -  (ISBN 2-8001-0108-3)
- 2. Le Schtroumpfissime, Dupuis, Marcinelle, 1965
Scénario : Peyo et Yvan Delporte - Dessin : Peyo -  (ISBN 2-8001-0109-1)
- 3. La Schtroumpfette, Dupuis, Marcinelle, 1967
Scénario : Peyo et Yvan Delporte - Dessin : Peyo -  (ISBN 2-8001-0110-5)
- 4. L'Œuf et les Schtroumpfs, Dupuis, Marcinelle, 1968
Scénario : Peyo et Yvan Delporte - Dessin : Peyo
- 6. Le Cosmoschtroumpf, Dupuis, Marcinelle, 1970
Scénario : Peyo, Gos et Yvan Delporte - Dessin : Peyo
- 7. L'Apprenti Schtroumpf, Dupuis, Marcinelle, 1971
Scénario : Peyo et Yvan Delporte - Dessin : Peyo -  (ISBN 2-8001-0114-8)
- 8. Histoires de Schtroumpfs, Dupuis, Marcinelle, 1972
Scénario : Peyo et Yvan Delporte - Dessin : Peyo
- 9. Schtroumpf vert et Vert Schtroumpf, Dupuis, Marcinelle, 1973
Scénario : Peyo et Yvan Delporte - Dessin : Peyo -  (ISBN 2-8001-0324-8)
- 10. La Soupe aux Schtroumpfs, Dupuis, Marcinelle, 1976
Scénario : Peyo et Yvan Delporte - Dessin : Peyo -  (ISBN 2-8001-0510-0)

Starter
- La Révolte des autos, Yann Rudler, 1979
Scénario : Yvan Delporte - Dessin : Jidéhem
- Starter contre les casseurs , Bédéscope, Bruxelles, 1983
Scénario : Yvan Delporte - Dessin : Jidéhem

Les Aventures de Steve Severin
- 1. Le Grand départ, Glénat, Grenoble, 1981
Scénario : Yvan Delporte - Dessin : René Follet -  (ISBN 2-7234-0204-5)

Zingari (Les)
- 1. Les Zingari : Tome 1, Éditions Loup, coll. « Traits pour traits », Bruxelles, 2004
Scénario : Yvan Delporte - Dessin : René Follet -  (ISBN 2-930283-70-X)
- 2. Les Zingari : Tome 2, Éditions Loup, coll. « Traits pour traits », Bruxelles, 2005
Scénario : Yvan Delporte - Dessin : René Follet -  (ISBN 2-87453-006-9)
- 3. Les Zingari : Tome 3, Éditions Loup, coll. « Traits pour traits », Bruxelles, 2008
Scénario : Yvan Delporte - Dessin : René Follet -  (ISBN 2-87453-021-2)
- 4. Les Zingari : Tome 4, Éditions Loup, coll. « Traits pour traits », Bruxelles, 2009
Scénario : Yvan Delporte - Dessin : René Follet -  (ISBN 2-87453-034-4)

### Dessins animés pour la télévision
- 1977 : Cubitus : le Gâteau d'Anniversaire[222],[223], adaptation : Jos Marissen et Dupa, animation : Nic Broca, musiques : Yvan Delporte et Frédéric Jannin, Belvision, 5 min 19 s.

#### Ouvrages
- René Henoumont, Pourquoi Pas, 1975
- Philippe Brun, Histoire de Spirou et des publications Dupuis, Luçon, Glénat, novembre 1981, 127 p. (ISBN 2-7234-0212-6)
- Numa Sadoul, Et Franquin créa la gaffe : Entretien avec André Franquin, Bruxelles, Dargaud, février 1986, 208 p. (ISBN 2-87178-000-5)
- Intégrale Franquin no 8, Le Marsupilami, Rombaldi, 1987, 224 p., ill. ; 30 cm (ISBN 2800115505, présentation en ligne)
- Yvan Delporte et Eddy Paape, Jean Valhardi et les êtres de la forêt, Dupuis, 1987 (ISBN 2-8001-1494-0)
- Philippe Mellot, L'Univers de Morris, Dargaud, 1988, 127 p., ill. ; 30 cm (ISBN 2-205-03727-7, présentation en ligne)
- André Franquin, Les Années Modeste et Pompon de Franquin, Magic Strip, 1989, 72 p. (présentation en ligne)
- Rudi Miel, Michel Jacquemart et André Taymans, Will, collection privée, Concerto, 1995
- Hugues Dayez, Le Duel Tintin-Spirou : Dix-sept témoignages qui donnent un éclairage passionnant sur l'histoire du neuvième art, Bruxelles/Paris, éd. Luc Pire, 1997, 419 p. (ISBN 2-930088-49-4, lire en ligne)
- Jean-François Douvry et Jean-Pierre Mercier, Macherot, une monographie, Saint-Étienne, Mosquito, novembre 1998, 127 p. (ISBN 2-908551-16-0)
- Jean Pirotte (dir.) et Luc Courtois, Du régional à l'universel. : L'imaginaire wallon dans la bande dessinée., Louvain-la-Neuve, Fondation wallonne Pierre-Marie et Jean-François Humblet, 1999, 310 p. (ISBN 978-2-9600072-3-7 et 2960007239, OCLC 1075833932), p. 217 lire sur Google Livres
- Gilles Ratier, Avant la case, PLG, 2002 (ISBN 2-9515578-2-5, présentation en ligne)
- Hugues Dayez, Peyo l'enchanteur, Belgique, Niffle, octobre 2003, 189 p. (ISBN 2-87393-046-2)
- Philippe Cauvin, Roba, Toth, 2005 (ISBN 2-913999-15-8)
- José-Louis Bocquet et Éric Verhoest, Franquin, chronologie d'une œuvre, Monaco, Marsu Productions, novembre 2007, 192 p. (ISBN 978-2-35426-010-1)
- Valérie Lehoux, Barbara, portrait en clair-obscur, Fayard/Chorus, 2007, 477 p., ill. ; 24 cm (ISBN 978-2213624525 et 2213624526, OCLC 422108109)
- José-Louis Bocquet, Goscinny et moi, Flammarion, 2007 (ISBN 978-2-08-068862-0, présentation en ligne)
- Philippe Mouvet, Spirou (1938-2008) : 70 ans de suppléments, éd. L'Âge d'or, 1er trimestre 2008, 192 p. (ISBN 978-2-9600464-8-9 et 2-9600464-8-X, présentation en ligne)
- Christelle et Bertrand Pissavy-Yvernault, Yvan Delporte, réacteur en chef, Italie, Dupuis, 2009, 334 p. (ISBN 978-2-8001-4278-4, présentation en ligne)
- François Ayrolles, « Delporte fait écrire des contes par les dessinateurs », dans Moments clés du journal de Spirou 1937-1985, Marcinelle, Dupuis, coll. « Patrimoine », 2 mars 2018, 312 p., ill. ; 20,8 cm (ISBN 9782800171142 et 2800171146, OCLC 1034784873, présentation en ligne), p. 161-162.

#### Périodiques
- Les Cahiers de la bande dessinée no 10, Glénat, 1972
- Baudrez et Jean-Louis Bocquet, Bizu no 7 : En suçant des cachous avec Delporte et Jannin, 1978
- Jean Léturgie et Henri Filippini, Les Cahiers de la bande dessinée no 45, Glénat, 1980
- Auracan no 3, janvier/février 1994
- Gilles Ratier, Hop ! no 64, Aurillac, AEMEGBD, 1994
- Yvan Delporte (interviewé par Christelle et Bertrand Pissavy-Yvernault), « Un ex-rédacteur en chef répond : Yvan Delporte de A à Z », La Lettre de Dargaud, Dargaud, no 26,‎ novembre-décembre 1995, p. 22-23
- Gaston : le feuilleton supplément du journal Spirou no 3091, Dupuis, 1997
- Collectif, « Les 100 ans du journal de Spirou », Spirou, Dupuis, no 3132,‎ 22 avril 1998, p. 100 (ISSN 0771-8071)
- Michel Béra, Michel Denni et Philippe Mellot, DBD, Franquin, DBD (no 2), novembre 1998, 48 p.
- Jean-Marc Vidal, BoDoï no 25, LZ Publications, 1999
- Frédéric Potet, « Gaston Lagaffe, icône antimilitariste, antiflics et écolo avant l’heure », Le Monde,‎ 23 décembre 2016 (ISSN 1950-6244, lire en ligne, consulté le 28 mai 2023).